# Glaciar Hubbard
El Glaciar Hubbard es un glaciar situado en las Montañas San Elías en Alaska (Estados Unidos) y en el Territorio de Yukón (Canadá). 
Desde su origen en el Territorio de Yukon el glaciar se extiende 122 km hasta la bahía de Disenchantment y la bahía de Yakutat. Eso le hace el glaciar más largo en Alaska con terminación en el agua, mientras que su fachada mide más de diez km. Antes de llegar al agua se le une el glaciar de Valerie, que contribuye, según los expertos, con un empuje adicional que a largo plazo conlleverá la separación definitiva del fiordo de Russell de la bahía de Disenchantment. 
En mayo de 1986, y en la primavera de 2002 ya se dio esa separación, sin embargo sólo durante un par de meses, dando lugar al lago de Russell. Después de que en 1986 el flujo del fiordo tras el verano alcanzara un nivel de 25 m sobre el nivel del mar, aprox. en la medianoche del 8 de octubre de 1986 la presión del agua consiguió perforar el muro de hielo y el fiordo volvió a estar unido con el océano. Fue el segundo Jökulhlaup más grande de la historia que se ha documentado.

## Galería de imágenes

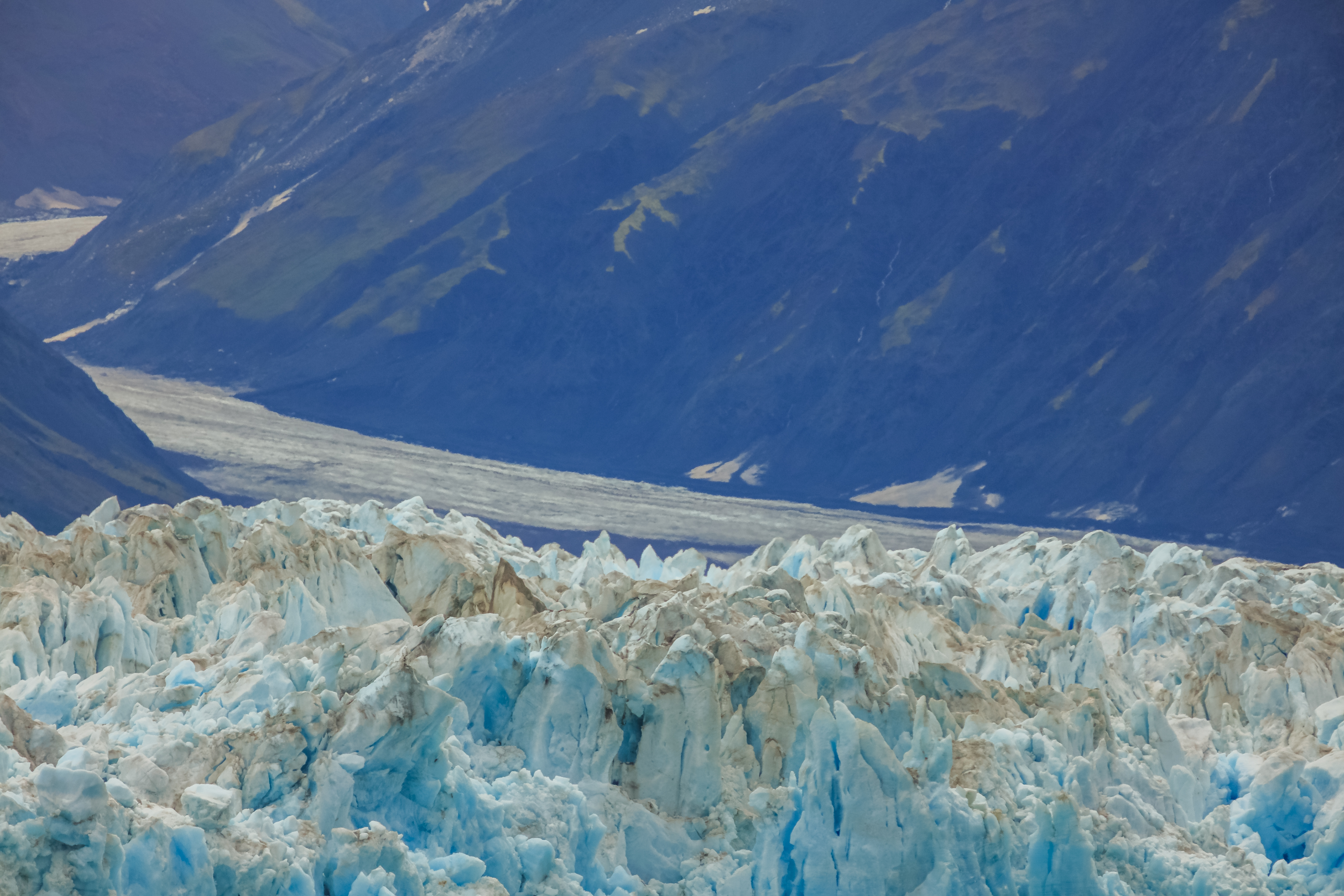
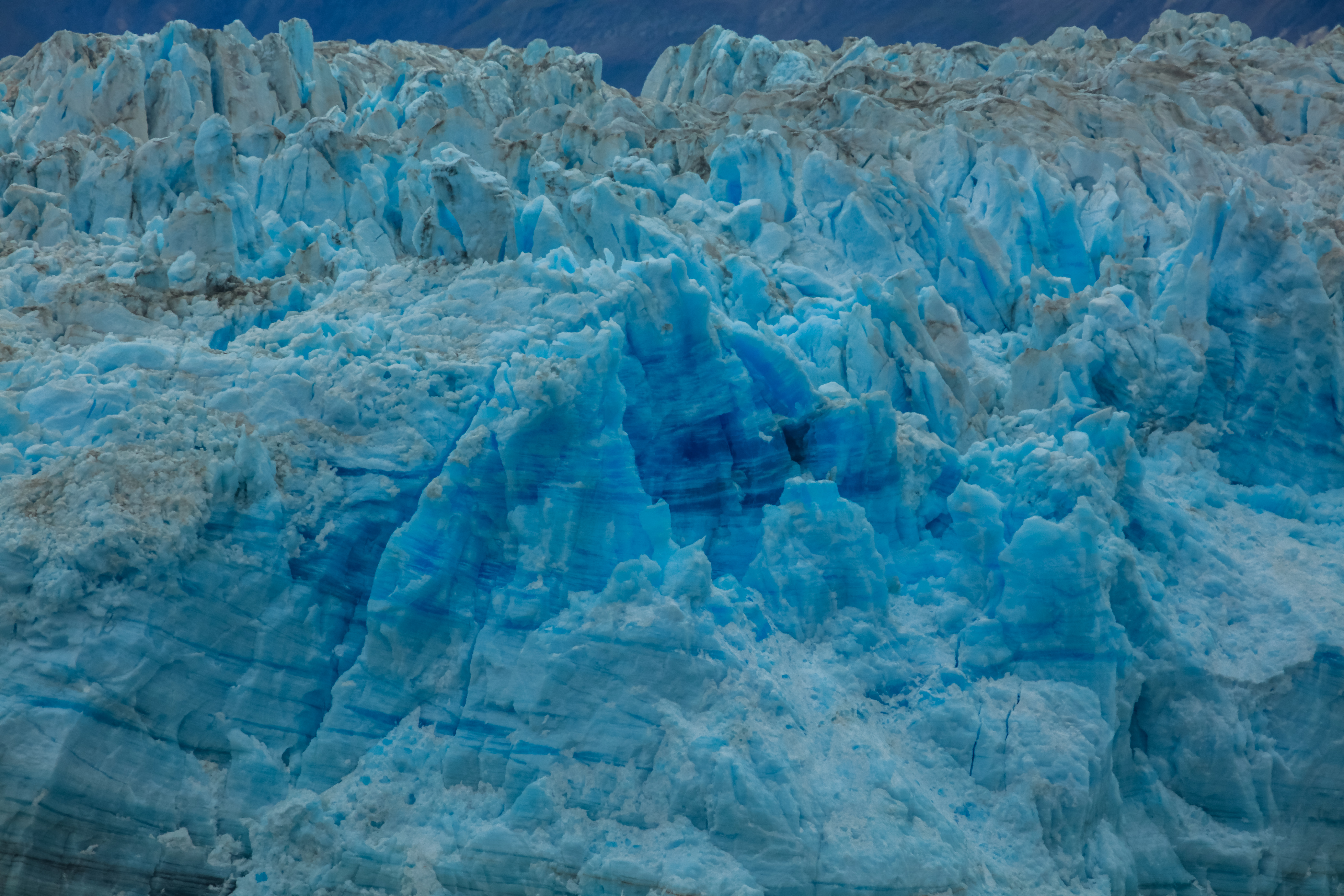
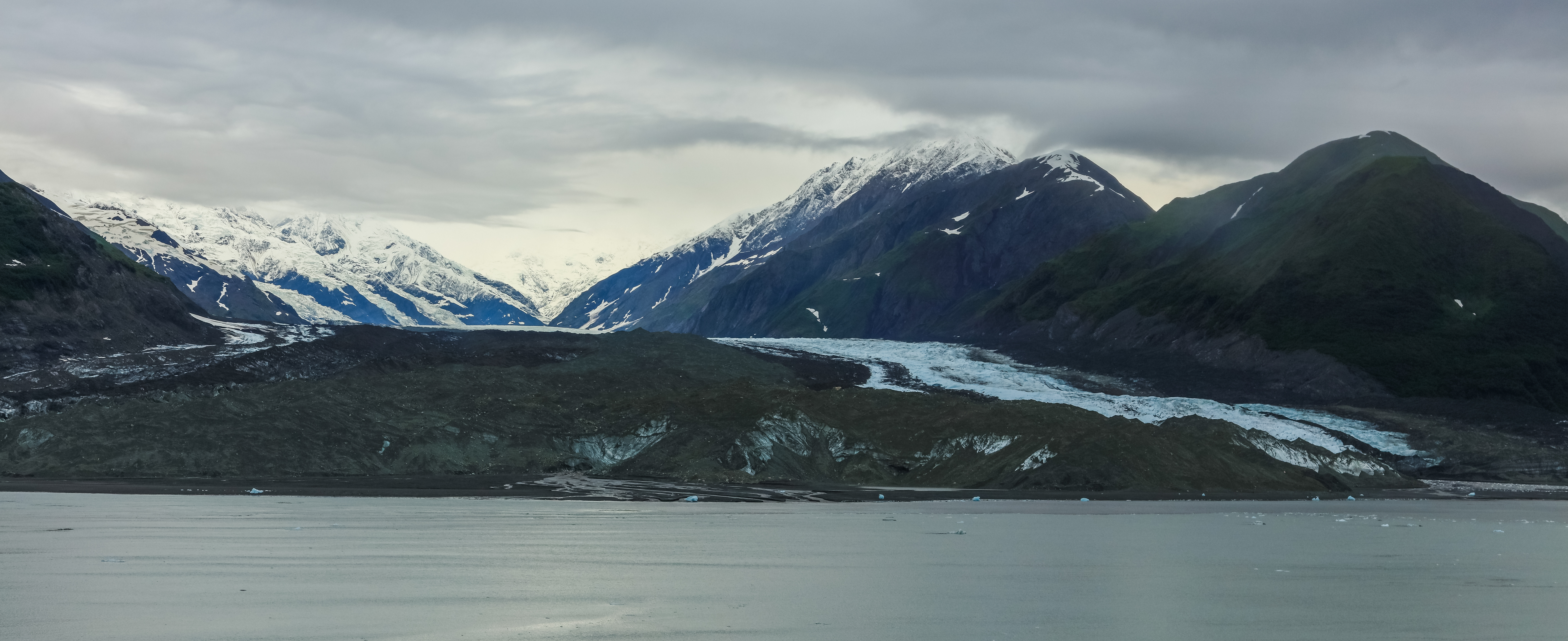
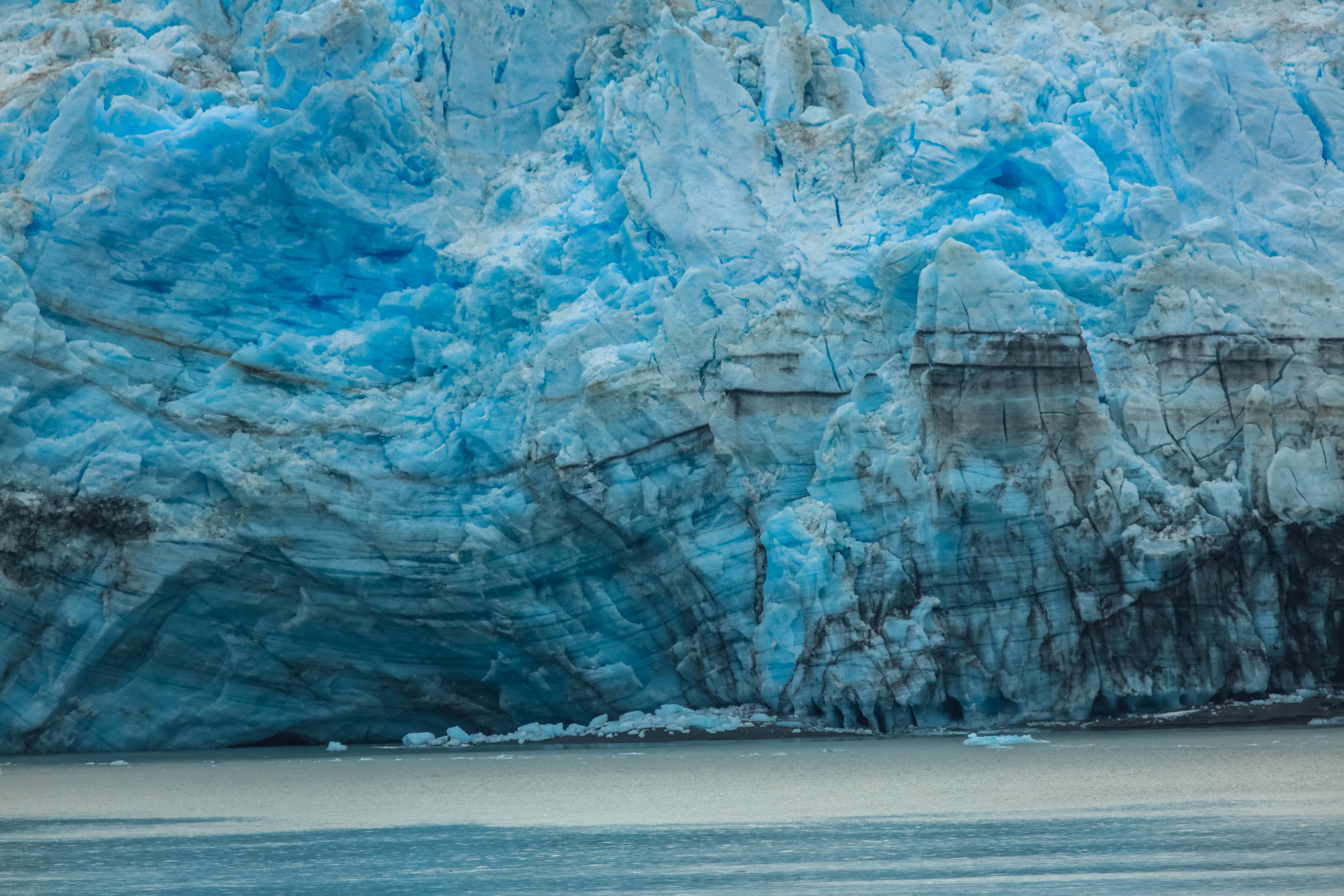
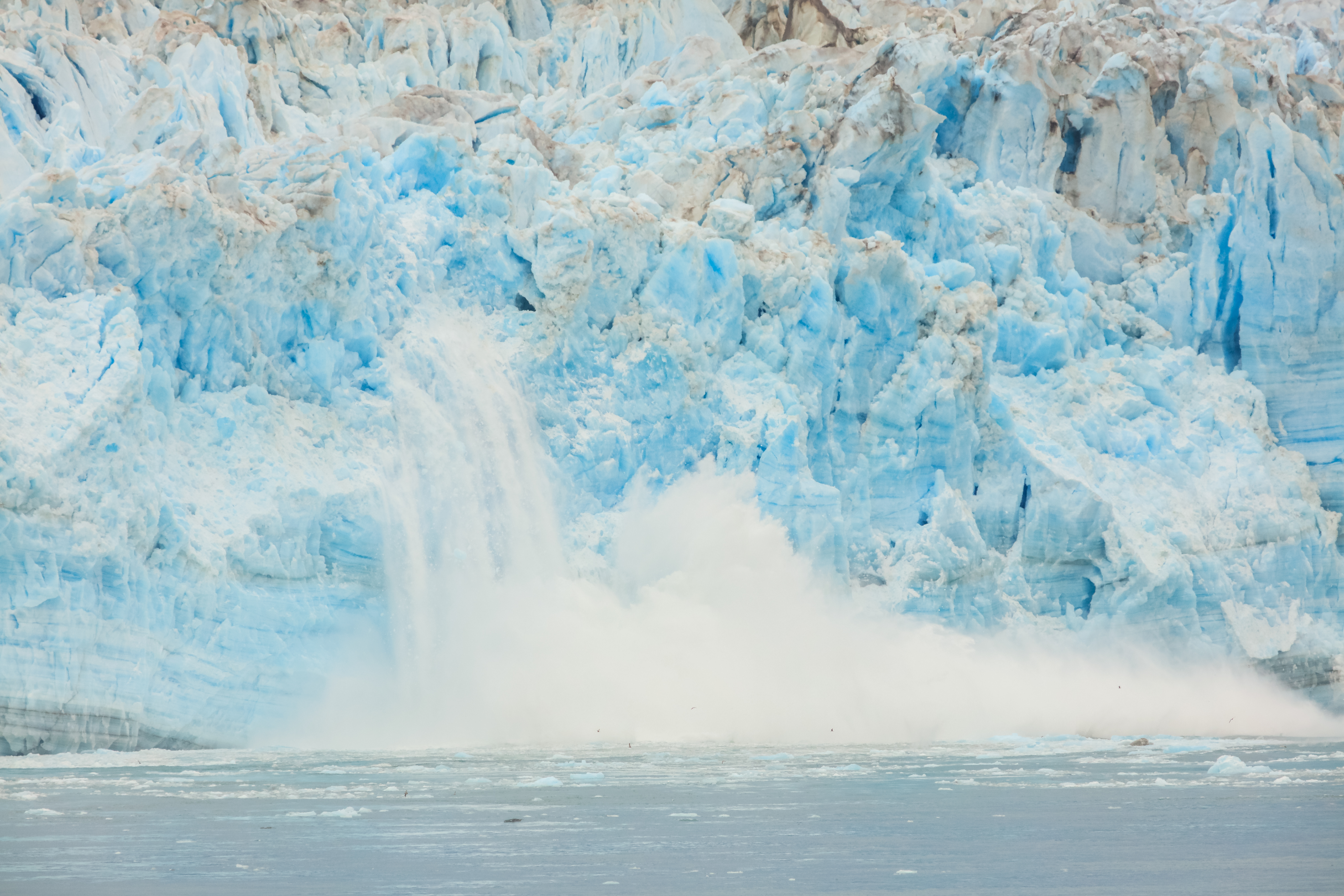
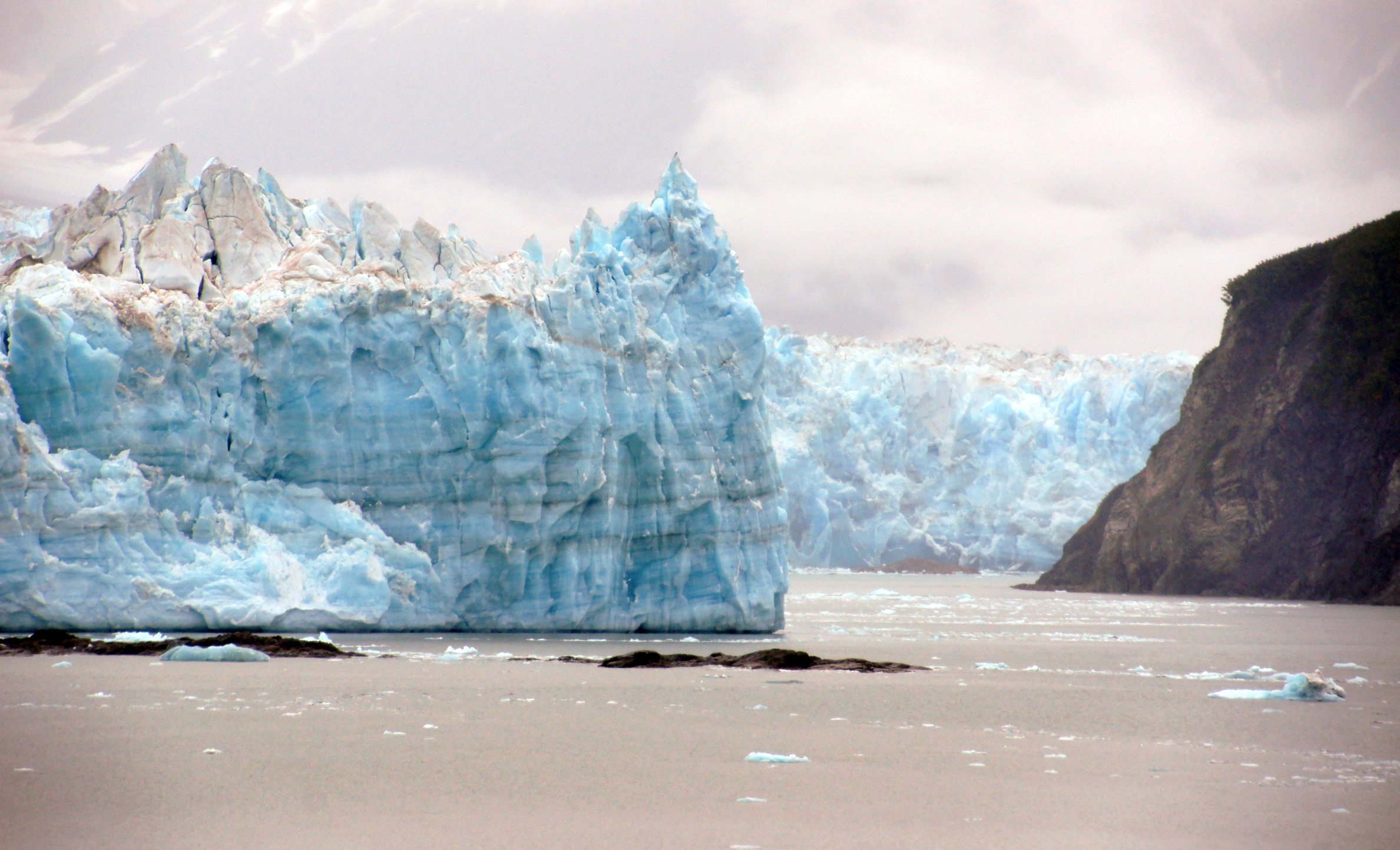